# گلنز فالز، نورت، نیویورک
گلنز فالز (به انگلیسی: Glens Falls North) یک منطقهٔ مسکونی در ایالات متحده آمریکا است که در شهرستان وارن، نیویورک واقع شده‌است. گلنز فالز ۲۱٫۳ کیلومتر مربع مساحت و ۸٬۰۶۱ نفر جمعیت دارد.